# The Smallest Man Who Ever Lived
«The Smallest Man Who Ever Lived» es una canción de la cantautora estadounidense Taylor Swift. Fue lanzada el 19 de abril de 2024, a través de Republic Records, como la decimocuarta pista del undécimo álbum de estudio de Swift, The Tortured Poets Department. La canción fue escrita y producida por Swift y su colaborador de mucho tiempo, Aaron Dessner.

## Antecedentes
Swift reveló The Tortured Poets Department en los Premios Grammy el 4 de febrero de 2024, mientras aceptaba el premio al «Mejor Álbum Vocal Pop» por Midnights (2022). Swift reveló que trabajó en el álbum en secreto durante 2022 y 2023. Tras su lanzamiento el 19 de abril de 2024, los fanáticos y los medios especularon que las canciones del álbum trataban sobre sus relaciones en ese período de tiempo con el actor inglés Joe Alwyn, el cantautor inglés Matty Healy y el jugador de fútbol americano Travis Kelce.

## Música y letra
«The Smallest Man Who Ever Lived» fue descrita como una canción de ruptura y una provocativa «canción de disolución» sobre un ex-amante no nombrado. Las letras de Swift hablan sobre un hombre con un «traje de Testigo de Jehová», acusándolo de desaparecer de su vida y de intentar comprar drogas a través de un amigo distante. Críticos y fans conectaron estas letras con Healy debido a su historial de abuso de sustancias y su inclinación por usar trajes negros mientras actuaba con su banda, The 1975. Sonoramente, la pista está principalmente construida alrededor del piano y una «programación intermitente».

## Recepción de la crítica
En un ranking de las 31 canciones de la edición The Anthology de The Tortured Poets Department, Billboard clasificó «The Smallest Man Who Ever Lived» en primer lugar, con el escritor Jason Lipshutz considerando la canción «otro ataque de ruptura post Taylor Swift para la historia».
Tras el lanzamiento de la canción, la tía de Healy, Debbie Dedes, hizo declaraciones a los tabloides británicos Daily Mail y The Sun en defensa de su sobrino, diciendo que «nada le sorprende ya. No se sorprenderá por la canción. Él y ella saben lo que sucedió».